# 海棠溪街道
海棠溪街道，是中华人民共和国重庆市南岸区下辖的一个乡镇级行政单位。

## 行政区划
海棠溪街道下辖以下地区：
海新街社区、敦厚街社区、海棠晓月社区、罗家坝社区、四海社区、四公里社区、学府路社区、学苑社区和烟雨堡社区、南山道社区。

## 交通
- 海棠溪站